# Net-goinfre
 (juin 2013).
En télécommunications, les net-goinfres désignent les internautes qui consomment beaucoup de bande passante au détriment des autres abonnés. Le mot a été créé en août 2011 par Yves Le Mouël, directeur général de la FFT,  lors d'un débat traitant de l'« internet illimité ».

## Origine
En France, le mot s'est répandu en août 2011 quand certains FAI ont envisagé d'établir des plafonds de consommation pour certains forfaits dits « illimités ». Les net-goinfres sont des consommateurs qui téléchargent à grande échelle et accaparent donc une grande partie des ressources au détriment des autres internautes. Selon Orange, les net-goinfres représentent 1 % des internautes. De son côté, Yves Le Mouël évoque les « 5 % d'internautes [qui] mobilisent par leurs excès 80 % de la bande passante ».

## Allemagne
En Allemagne en 2002, le FAI 1&1 a offert un abonnement sans limite de volume pour 19 euros. Pendant six semaines, 1&1 a gagné 30 000 nouveaux clients. Parmi eux, on a compté entre 10 % et 20 % de net-goinfres (allemand : « Vielsauger », « Powersauger »). Ensuite, le FAI a réagi en fermant tous nouveaux comptes à la fin du mois. Pour les téléphones portables, une pratique courante en Allemagne est d'offrir des forfait bon marché nommés « flat rates ». En réalité, ceux-ci ne sont pas illimités parce que le débit est réduit radicalement dès que les utilisateurs dépassent 1 Go de données. Pourtant, il n'y a pas d'autres conséquences pour l'utilisateur.
Début mai 2013, l'opérateur historique allemand Deutsche Telekom est devenu le premier opérateur européen à limiter réellement la consommation de données sur le réseau fixe en intégrant des "fair-use" dans ses offres DSL (ADSL/VDSL) et fibre optique. Ces quotas vont de 75 Go par mois pour une ligne ADSL jusqu'à 16 Mbit/s, à 400 Go pour une ligne fibre optique à 200 Mbit/s. Actuellement, les opérateurs concurrents principaux en Allemagne (1&1 et surtout Vodafone) proposent toujours de l'illimité sur le fixe, ce qui laisse craindre à moyen terme des résiliations massives chez Deutsche Telekom. L'opérateur historique allemand a toutefois indiqué qu'il ne modifierait pas les contrats en cours, afin d'éviter tout risque d'hémorragie de clients. Cependant, comme ces restrictions s'appliquent aux nouveaux contrats, il est à craindre dans un premier temps un "gel" des recrutements de nouveaux clients puis dans un second temps une fuite vers la concurrence lorsque les anciens clients souhaiteront migrer sur des offres plus rapides tout en conservant l'illimité.
Il semble qu'à la suite de dépôts de plainte d'organismes publics et d'association, mais également en raison d'une vague importante de résiliation, Deutsche Télécom ait totalement abandonné son projet de mise en place de "fair use" sur le fixe.

## France
- Si vous ne connaissez pas le sujet, laissez ce bandeau (vous pouvez alors contacter les auteurs).
- Si vous supprimez le contenu mis en cause (vous pouvez préalablement contacter les auteurs),

argumentez précisément cette suppression dans la page de discussion
(un manque de référence n'est pas un argument ; une recherche réelle de référence doit avoir été effectuée, être formellement documentée).
L'application de telles limitations sur le marché français de l'accès fixe est considérée par la plupart comme peu probable, notamment parce que le marché français est beaucoup plus concurrentiel. L'arrivée de Free Mobile a bouleversé le secteur : les taux de résiliation et de nouveaux abonnements ont explosé. De plus, en cette période de mutation du marché des télécoms français, les clients sont devenus particulièrement vigilants sur l'évolution des offres des opérateurs. Un FAI français qui oserait s'aventurer seul sur ce type d'offre risquerait une vague catastrophique de résiliations. De fait, la modification des contrats avec engagement par l'ajout d'une telle limitation permet au client de résilier sans frais. Dans l'hypothèse où seules les nouvelles offres et contrats incluraient de telles limitations, le FAI se retrouverait dans la situation de Deutsche Telekom évoquée plus haut : dans un premier temps un gel des recrutements de nouveaux clients, puis une diminution progressive du nombre d'abonnés. Ce processus pourrait être encore plus rapide et médiatisé en France du fait des bouleversements massifs spécifiques au marché français. Quelque temps après la mise en place de la restriction chez Deutsche Telekom, une décision de justice a interdit à l'opérateur de pratiquer cette limitation. Cependant, les forfaits de l'opérateur O2 en Allemagne incluent toujours la limitation. Il reste donc à craindre que l'opérateur ait actuellement de gros problèmes de recrutement.
Depuis début 2014, l'opérateur Bouygues Télécom propose à ses clients une offre ADSL à seulement 19,99 € par mois, toujours illimitée et incluant de nombreux services habituellement facturés une dizaine d'euros de plus. C'est donc à n'en pas douter qu'aucun opérateur n'a plus les moyens de lancer une offre qui ne serait pas illimitée, à moins que celle-ci soit proposée à un tarif extrêmement faible (une dizaine d'euros par mois maximum). Dans le cas contraire, toute offre à plus de 19,99 € par mois, qui ne serait pas illimitée, n'aurait aucun intérêt pour le consommateur en France.
Le même opérateur (Bouygues Télécom) propose également depuis la fin d'année 2013 une box sous sa marque low-cost B&You, au prix de 15,99 €, toujours illimitée. Il est donc clair qu'il n'est plus possible pour aucun opérateur de proposer une offre qui ne serait pas en illimité en France, à moins qu'elle soit à un prix plus bas encore (moins d'une dizaine d'euros probablement), et cette offre ne viserait que les très faibles consommateurs (ceux qui ne font que consulter les news, lire leurs e-mails, et qui téléchargent et regardent très peu de films et de vidéos en ligne).
À l'heure où la totalité des nouvelles vidéos postées en ligne (YouTube, DailyMotion, Vimeo...) sont en HD aux formats 720p ou 1080p, et avec l'arrivée récente et l'apparition sur Internet de vidéos en Ultra Haute Définition 2160p (4K), il demeure pour l'heure impossible de proposer en France des offres fixes qui seraient segmentées en terme d'usage, la consommation devrait en effet croître chaque mois qui passe avec le développement de la 4K, et bientôt de la 8K (4320p). Enfin, l'arrivée de Netflix en France en septembre 2014 devrait être un facteur "d'explosion" de la consommation data sur le fixe en France. À terme, d'ici une dizaine d'années, les netgoinfres ne devraient plus représenter 5 à 15 % des internautes, mais la quasi-totalité des internautes, en raison des usages distants et forts consommateurs de data (Cloud, VOD, streaming, ou même le piratage futur de films en 4K ou 8K) se développant et de la consommation qui finira pas être à peu près identique pour tous, même si certains consommeront toujours plus que d'autres. Ceux que l'on appelle aujourd'hui des netgoinfres, une minorité, seront d'ici quelques années une majorité.
La consommation en France sur le fixe (hors usage IPtv - télévision par Internet distribuée en multicast), est estimée entre 30 Go et 40 Go par mois sur le fixe au début de l'année 2014. Mais celle-ci dépend beaucoup des opérateurs. Elle tournerait autour de 30 Go chez Orange, contre 50 Go environ chez Free. Par ailleurs, les consommations moyennes pour les clients fibre serait nettement plus élevées (aux alentours de 120 Go par mois par client. Certains consommateurs dits "netgoinfre" consommeraient plusieurs To (TéraOctets) par mois. À terme, notamment par le développement de la 4K et de la future 8K, et l'arrivée de service comme Netflix, la consommation moyenne en France devrait grimper à 100 Go par mois en moyenne d'ici à 2017/2018, et jusqu'à 1 To, voir 2 To en moyenne pour les clients fibre (à titre indicatif, un film 4K est estimé entre 160 Go et 200 Go ; et un film en 8K est estimé entre 640 Go et 700 Go) (Volume estimé avec absence de compression tels que l'H264 ou l'HEVC).
Un format vidéo surnommé "16K" aurait également fait son apparition. Celui-ci ne devrait pas être disponible avant l'horizon 2022 ou 2025. Il est cependant indéniable que son développement engendrera de nouveau une explosion des usages data lorsqu'il sera disponible et se répandra.

## États-Unis
Aux États-Unis, les FAI ont commencé par proposer des forfaits illimités bon marché à l'apparition des smartphones. Pendant plusieurs années, AT&T a proposé pour 30 dollars un abonnement permettant une consommation illimitée mais l'opérateur a fini par l'abandonner en 2010. AT&T a expliqué sa décision en arguant que seulement 2 % de ses abonnés consommaient plus de 2 Go par mois alors que 3 % étaient responsables de 40 % du trafic total sur son réseau.
Malgré la grande latence des connexions et le débit variable, du fait du transfert par radio, peu d'applications pour smartphones sont optimisées pour générer le moins de trafic possible. Selon Alcatel-Lucent, un tiers des clients qui passent leurs temps en parcourant l'Internet sur leurs smartphones consomment 69 % du volume de trafic total.